# Anni Swan

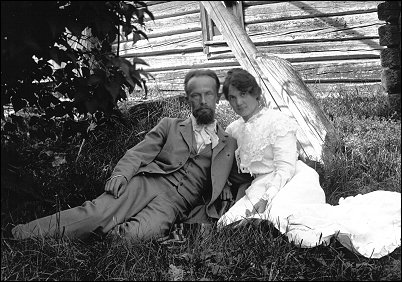
Anni Swan und ihr zukünftiger Ehemann Otto Manninen (ca. 1906)

Anni Swan (* 4. Januar 1875 in Helsinki, Finnland; † 24. März 1958 ebenda, eigentlich Anni Manninen) war eine finnische Schriftstellerin.

## Leben
Anni Swan wurde als Tochter des finnischen Herausgebers und Lehrers Carl Gusta Swan (1839–1916) und Emilia Malin geboren. Gemeinsam mit ihren acht Schwestern wuchs sie in einem literarischen Umfeld auf. Bis zur Jahrhundertwende wuchs sie in Lappeenranta auf, wo ihr Vater die erste Tageszeitung gründete. Anschließend wohnte die Familie in Mikkeli, wo sie eine Mädchenschule besuchte. Ihren Schulabschluss machte sie 1895 an der Helsingin Suomalainen Yhteiskoulu. Ein Studium der Geisteswissenschaften brach sie an der Universität Helsinki wieder ab und begann ab 1899 als Grundschullehrerin in Jyväskylä zu arbeiten. Von 1901 bis 1916 war sie Grundschullehrerin in Helsinki.
Mit der Kurzgeschichtensammlung Satuja debütierte Swan 1901 als Schriftstellerin. Die Märchensammlung wurde als Kindergeschichten konzipiert. Ihr erster vollständiger Roman erschien 1914 mit dem Jugendbuch Tottisalmen perillinen. Parallel dazu arbeitete sie als Journalistin für die Kindermagazine Pääskynen (1907–1918) und Nuorten toveri/Sirkka (1919–1945). Außerdem übersetzte sie mehrere Märchen der Brüder Grimm, einige Geschichten aus dem Englischen und Alice im Wunderland ins Finnische. Ihr zu Ehren wird seit 1961 auch die Anni-Swan-Medaille für Kinder- und Jugendliteratur an verdiente Schriftsteller verliehen.
Einige ihrer Bücher wurden von der Malerin und Illustratorin Venny Soldan-Brofeldt illustriert.
Den Schriftsteller Otto Manninen ehelichte Swan 1907. Ihre gemeinsamen Kinder waren der Schriftsteller Antero Manninen, der Dichter Sulevi Manninen und der Theaterregisseur Mauno Manninen.

## Werke (Auswahl)
Kinderbücher
- Satuja I–III (1901–1905)
- Pieniä satuja I–V (1906)
- Lasten-näytelmiä (1910)
- Tarinoita lapsille (1912)
- Satuja ja tarinoita (1917)
- Satuja (1920)
- Satuja VI (1923)
- Lastennäytelmiä II (1923)
- Kettu Repolainen (1949)
- Kotavuoren satuja ja tarinoita (1957)

Jugendbücher
- Tottisalmen perillinen (1914)
- Iris rukka (1916)
- Kaarinan kesäloma (1918)
- Ollin oppivuodet (1919)
- Pikkupappilassa (1922)
- Ulla ja Mark (1924)
- Sara ja Sarri (1927)
- Sara ja Sarri matkustavat (1930)
- Me kolme ja Ritvan suojatit (1937)
- Pauli on koditon (1946)
- Arnellin perhe (1949)